# Onthophagus ohkuboi
Onthophagus ohkuboi là một loài bọ cánh cứng trong họ Bọ hung (Scarabaeidae).